# Kızılkaya, Dalaman
Kızılkaya là một xã thuộc huyện Dalaman, tỉnh Muğla, Thổ Nhĩ Kỳ. Dân số thời điểm năm 2011 là 289 người.